# Bactrocera abundans
Bactrocera abundans
 es una especie de díptero que Drew describió por primera vez en 1989. Bactrocera abundans pertenece al género Bactrocera de la familia Tephritidae.